# 克列斯納科薩
46°20′4″N 30°5′29″E / 46.33444°N 30.09139°E
克拉斯納-科薩（烏克蘭語：Красна Коса）是位於烏克蘭西南部的村莊，由敖德萨州裡比爾霍羅德-德涅斯特羅夫斯基區的舊科扎切市鎮負責管轄。該村始建於1824年，面積1.66平方公里，2001年人口1,013，人口密度每平方公里610.24人。